# Emma Booth (actriz)
Emma Booth (Perth, Australia Occidental, 28 de noviembre de 1982) es una actriz y modelo australiana. Es conocida por haber interpretado al personaje de Kim Hollingsworth, en la serie Underbelly.

## Biografía y carrera
En 2007, se unió al elenco de la película Clubland, conocida también como Introducing the Dwights, donde interpretó a Jill, una joven que se enamora de Tim Maitland (Khan Chittenden), un joven virgen. Allí trabajó junto a la actriz Brenda Blethyn, quien interpretó a la madre de Tim. Por su interpretación Emma ganó dos premios en la categoría de mejor actriz de reparto.
En 2008, salió con Lee Richards, un productor de publicidad y escritor.
En, 2009 interpretó a Liese Wollner en la película de terror Blood Creek, dirigida por Joel Schumacher. Ese mismo año dio vida a Sarah Corbett en la película 3 Acts of Murder y a Laura en The Boys Are Back: esta última cuenta la vida de Joe War (Clive Owen), un escritor que pierde a su esposa a causa del cáncer y debe afrontar las responsabilidades de ser padre soltero, para lo que contará con la ayuda del espíritu de su amada esposa.
En 2010, se unió como la protagonista femenina a la tercera temporada de la serie criminal Underbelly: The Golden Mile, donde interpretó a Kim Hollingsworth, una joven inocente que llega a King's Cross para luego convertirse en una prostituta y más tarde en una agente de policía. Ese mismo año apareció en la película Pelican Blood donde interpretó a Stevie. La película sigue la historia de amor torcida de Nikko (Harry Treadaway), un chico obsesionado con las aves que se enamora de Stevie, a quien conoce en una página web de suicidio. Ambos piensan en acabar con todo pero cuando se descubre que solo uno de ellos estaba hablando en serio la relación se rompe. También apareció en la película Hippie Hippie Snake donde interpretó a Germaine Greer. Apareció en la película The Wrong Girl, un drama australiano de la vida real que cuenta la historia de una adolescente que es violada por un conocido grupo de Sídney, y lucha durante casi cuatro años para que se haga justicia. La película fue escrita por Nicholas Hammond y dirigida por Michael Jenkins.
En mayo de 2011, interpretó a Rose Pickles en la exitosa miniserie Cloudstreet, y a Isabel Irish en la película Jack Irish: Black Tide.
En 2013, se casó con el músico Dominick Joseph en Las Vegas, Nevada. El mismo año, apareció en la película Tracks donde interpretará a Marg, junto a las actrices Mia Wasikowska y Jessica Tovey. En marzo, se anunció que Emma se uniría al elenco de la serie Gothica, donde interpretaría a Madeline Usher, la esposa de Victor Frankenstein (Tom Ellis), sin embargo la serie no fue escogida por la cadena ABC para transmitirse.
En 2015, se unió al elenco de la serie Glitch donde interpretó a Kate Willis.
En mayo de 2017, se anunció que se había unido al elenco de la película de terror Extinction. En agosto del mismo año, se anunció que se había unido al elenco recurrente de la séptima temporada de la popular serie Once Upon A Time, donde dará vida a una bruja.

## Modelaje
A los 15 años Emma firmó con Chic Model Management y trabajó en pasarelas en lugares como Japón, Nueva York, Milán, y París. Después de ser la portada de una revista local para adolescentes obtuvo el título de Modelo de Australia Occidental y Cara de la Semana de la Moda de Sídney y Melbourne.

## Filmografía

### Series de televisión
| Año             | Título                       | Personaje                      | Notas                   |
| --------------- | ---------------------------- | ------------------------------ | ----------------------- |
| 2017 - presente | Once Upon A Time temporada 7 | Madre Gothel / Eloise Gardener | 13 episodios            |
| 2015 - presente | Glitch                       | Kate Willis                    | 12 episodios            |
| 2017            | Blue Murder: Killer Cop      | Det. Julie Wienthall           | 2 episodios - miniserie |
| 2013            | Gothica                      | Madeline Usher                 | -                       |
| 2011            | Cloudstreet                  | Rose Pickles                   | 3 episodios - miniserie |
| 2010            | Underbelly: The Golden Mile  | Kim Hollingsworth              | 13 episodios            |
| 2007            | The Circuit                  | Nicola                         | 2 episodios             |
| 2007            | All Saints                   | Ruby Sparrow                   | 2 episodios             |
| 1996 - 1997     | Bush Patrol                  | Dana Drysdale                  | 7 episodios             |

### Películas
| Año  | Título                    | Personaje       | Notas |
| ---- | ------------------------- | --------------- | --- |
| 2018 | Extinction                | -               | junto a Michael Peña y Lizzy Caplan                                                                                  |
| 2016 | Gods of Egypt             | Neftis          | junto a Gerard Butler, Nikolaj Coster-Waldau, Geoffrey Rush, Rufus Sewell, Bruce Spence, Bryan Brown y Rachael Blake |
| 2016 | Hippie Hippie Shake       | Germaine Greer  | junto a Sienna Miller y Cillian Murphy                                                                               |
| 2014 | Jack Irish: Dead Point    | Isabel Irish    | junto a Guy Pearce, Marta Dusseldorp, Roy Billing, Shane Jacobson, Deborah Mailman y Vince Colosimo                  |
| 2014 | Tango Underpants          | Carolyn         | corto - junto a Mirta Busnelli                                                                                       |
| 2013 | Tracks                    | Marg            | junto a Mia Wasikowska, Adam Driver, Jessica Tovey y Robert Coleby                                                   |
| 2013 | Scene 16                  | India           | corto - junto a Ewen Leslie y Stephen Fitzgibbon                                                                     |
| 2013 | Parker                    | Claire          | junto a Jason Statham, Nick Nolte, Michael Chiklis y Jennifer Lopez                                                  |
| 2012 | Jack Irish: Black Tide    | Isabel Irish    | junto a Guy Pearce, Marta Dusseldorp, Roy Billing, Shane Jacobson, Don Hany y Lachy Hulme                            |
| 2012 | Jack Irish: Bad Debts     | Isabel Irish    | junto a Guy Pearce, Marta Dusseldorp, Roy Billing, Shane Jacobson, Colin Friels, Steve Bisley y Debra Lawrance       |
| 2011 | Swerve                    | Jina            | junto a Jason Clarke, David Lyons, Vince Colosimo, Robert Mammone, Roy Billing y Chris Haywood                       |
| 2010 | Pelican Blood             | Stevie          | junto a Harry Treadaway                                                                                              |
| 2009 | The Boys Are Back         | Laura           | junto a Clive Owen, Chris Haywood, Emma Lung y Nathan Page                                                           |
| 2009 | 3 Acts of Murder          | Sarah Corbett   | junto a Robert Menzies y Luke Ford                                                                                   |
| 2009 | Town Creek                | Liese Wollner   | junto a Henry Cavill, Dominic Purcell y Michael Fassbender                                                           |
| 2007 | Clubland                  | Jill            | junto a Khan Chittenden, Brenda Blethyn y Rebecca Gibney                                                             |
| 2006 | Alex's Party              | Christie        | corto - junto a Bob Baines y Nathan Page                                                                             |
| 2006 | Small Claims: The Reunion | Annie           | junto a Claudia Karvan, Rebecca Gibney, Lisa Chappell, Peter Phelps y Brett Hicks-Maitland                           |
| 2003 | The Shark Net             | Roberta Ainslie | junto a Angie Milliken, Dan Wyllie, Tim Draxl y Leeanna Walsman                                                      |

## Premios y nominaciones
| Año  | Categoría                      | Premio               | Serie                       | Resultado |
| ---- | ------------------------------ | -------------------- | --------------------------- | --------- |
| 2011 | Most Popular New Female Talent | Logie Award          | Underbelly: The Golden Mile | Nominada  |
| 2011 | Most Outstanding New Talent    | Graham Kennedy Award | Underbelly: The Golden Mile | Nominada  |
| 2008 | Most Supporting Actress        | AFI Award            | Clubland                    | Ganó      |
| 2007 | Best Supporting Actress        | FCCA Award           | Clubland                    | Ganó      |